# 小畑正雄
小畑 正雄（おばた まさお）は日本の馬主、競馬解説者、競馬専門紙社長。
後述の通り、タケシバオーの馬主であった人物として知られる。

## 来歴

### タケシバオーの馬主
競馬専門紙、競友の社長時代、タケシバオーの母・タカツナミの共同馬主の一人であった藤波国次郎から同馬の権利を譲り受け、同馬は1965年にタケシバオーを新冠の榊牧場で産んだ。しかし、買い手がつかなかったため、みずからが親戚関係にあたる榊牧場への経費を捻出するつもりで200万円で購入し、馬主となった。
タケシバオーは、朝日杯3歳ステークス、天皇賞・春の優勝馬としての名を刻むが、現役当時、「怪物」という異名を取り、レコード勝ちを実に5回記録。このうち、1969年3月1日に東京競馬場のダート1700メートルで行われたオープン競走では、1分41秒9という、当時としては驚異的なレコードタイムで勝った。また、1969年の毎日王冠を勝った時点で、日本競馬史上初の獲得賞金1億円馬となり、2004年にはJRA顕彰馬に選出された。
そして、タケシバオーといえば、4歳（旧馬齢）時に菊花賞を断念してまでワシントンDCインターナショナルに出走したことでも知られるが、小畑は同競走の招待を受けた際、ファンがタケシバオーが世界の強豪と戦ってほしいという願望があることを察知して決断した。
また小畑は当時、馬主としてはタケシバオーでファンに迷惑をかけたくないと思う反面、専門紙社長としてはタケシバオーを強調しなければならない立場にあったが、終始タケシバオーを本命に推し続けたという。
その後、タケシバオーの馬主としての名声に加え、専門紙社長としての職歴も手伝い、1970年代中ごろ、NHK競馬中継の解説者に抜擢された。
小畑は、タケシバオーのほかに、1984年のクイーンステークスを制したハッピーオールトン（タケシバオー産駒）も所有していた。なお同馬は、タケシバオー産駒唯一の牝馬の重賞勝ち馬となっている。